# Pandemia de COVID-19 en Espírito Santo
El primer caso de la pandemia de enfermedad por coronavirus en Espírito Santo, estado de Brasil, inició el 5 de marzo de 2020. Hay 78.037 casos confirmados y 2.436 fallecidos.

## Cronología

### Marzo
El 5 de marzo se da el primer caso de la COVID-19 se confirma en la Región Metropolitana de Vitória, la ciudad no fue revelada. Es una mujer de 37 años que había regresado recientemente de Italia.

### Abril
El 2 de abril se da la primera muerte por la COVID-19 se registra en el estado, en Serra. Era un hombre de 57 años con obesidad e hipertensión. Fue tratado con azitromicina y cloroquina, pero el medicamento no tuvo efecto.
El 3 de abril en Vitória, la capital de Espírito Santo, se registra dos muertes por COVID-19, la tercera y la cuarta en el estado. Antes, hubo muertes en Serra y Vila Velha. Las dos muertes de Vitória fueron pacientes jóvenes, un hombre de 29 años y una mujer de 36 años, pero sufría de sobrepeso con comorbilidad.

## Registro
Lista de municipios de Espírito Santo con casos confirmados:
| Posición | Municipio                   | N.º casos | N.º muertes |
| -------- | --------------------------- | --------- | ----------- |
| 1        | Vila Velha                  | 787       | 19          |
| 2        | Serra                       | 649       | 38          |
| 3        | Vitória                     | 621       | 18          |
| 4        | Cariacica                   | 389       | 11          |
| 5        | Viana (Espírito Santo)      | 61        | 3           |
| 6        | Guarapari                   | 47        | 2           |
| 7        | Linhares (Espírito Santo)   | 46        | 1           |
| 8        | Fundão (Espírito Santo)     | 30        | 1           |
| 9        | Colatina                    | 27        | 0           |
| 10       | Aracruz                     | 26        | 2           |
| 11       | São Mateus (Espírito Santo) | 25        | 1           |
| 12       | Marataízes                  | 24        | 0           |
| 13       | Domingos Martins            | 21        | 0           |